# Amazing Blondel
Amazing Blondel (Эмэйзин Блондэл) — британская акустическая группа, исполняющая прогрессивный фолк. Музыку группы часто причисляют к таким направлениям, как психоделический фолк или средневековый фолк-рок, хотя главным образом их стиль явился переосмыслением музыки эпохи ренессанса, включая использование характерных для этого периода старинных инструментов, таких как лютни и блокфлейты.

## История

### 1969—1972
Джон Глэдвин (John David Gladwin) и Терри Уинкотт (Terence Alan Wincott) играли вместе в тяжёлой «электрической» группе Methuselah. Во время концертов группы они вставляли акустические номера, исполняемые дуэтом. Так как публика воспринимала эти акустические вставки с энтузиазмом, Глэдвин и Уинкотт решили развивать направление и в 1969 году оставили Methuselah с тем, чтобы организовать собственный проект.
Первый альбом «The Amazing Blondel» записывался в 1969 году под руководством сессионного гитариста Джима Салливана (Big Jim Sullivan) и был издан на Bell Records. Примерно в это время к дуэту присоединился Эдди Байрд (Edward Baird), с которым остальные участники были знакомы со школьных времён. Участники группы Free познакомили группу с продюсером Крисом Блэкуэллом (Chris Blackwell), создателем Island Records. Для Island группа записала четыре альбома, включая наиболее показательные в художественном отношении «Fantasia Lindum» (1971) и «England» (1972).
Все альбомы группы записаны с привлечением приглашённых музыкантов в большей или меньшей степени — от гостевого участия ударника Traffic Джима Капальди (Jim Capaldi) в одном треке на альбоме «Fantasia Lindum» до струнного оркестра, сопровождающего каждую композицию на протяжении всего альбома «England». Однако на концертах группа выступала в формате трио, хотя инструменты постоянно менялись — все участники ансамбля мультиинструменталисты. В перерывах между песнями музыканты искромётно шутили и вообще умели создать настроение, что хорошо иллюстрирует концертный альбом «A Foreign Field That Is Forever England: Live Abroad», собранный из концертных записей 1972—1973 годов. Многие богато аранжированные песни, особенно с альбома «England», звучат на концерте в более камерном варианте. Группа много гастролировала, играя как собственные концерты, так и выступая на «разогреве» у таких ансамблей, как Genesis, Procol Harum и Steeleye Span.
Начиная с «The Amazing Blondel» вплоть до «England» музыка группы постоянно усложнялась, расширялся инструментарий, усложнялись аранжировки. Если «The Amazing Blondel» звучит во многом как психофолк, характерный для английского прогрессивного андерграунда конца 1960-г годов, следующий альбом «Evensong» окончательно утверждает избранное направление на музыку Ренессанса. Однако было бы ошибкой относить группу к представителям «аутентичного» направления — несмотря на всё большую удельную долю исторических инструментов, группа исполняла свой собственный музыкальный материал (по большей части за авторством Джона Глэдвина) и стремилась скорее к стилизации, нежели исторической реконструкции. Из композиций с этого альбома как наиболее показательные для этого периода можно отметить «Willowood», «Pavan» и короткую инструментальную миниатюру «Queen Of Scots».
Тенденция к усложнению демонстрирует следующий альбом «Fantasia Lindum». Одноимённая 19-минутная сюита занимает полностью первую сторону пластинки, а едва ли не ведущим инструментом на альбоме становится клавесин (на котором играет Уинкотт).
Наиболее богато аранжированный из альбомов этого периода «England» остаётся самым любимым среди поклонников. Альбом снова открывает сюита — «The Painting», на этот раз разделённая на три независимых части. На самом деле, весь альбом звучит в известном смысле как одна цельная сюита. Неторопливое развёртывание богато аранжированной композиции чем-то сродни торжественной придворной музыке эпохи барокко. Аранжировки для струнного оркестра написал Адриан Хопкинс (Adrian Hopkins), он же играет на клавесине.

### 1973—1977
По мере того как известность росла, группа проводила всё больше времени на гастролях по Европе и Америке. Менеджмент был заинтересован в ещё большем количестве концертов, в то время как музыкантам хотелось уделить больше времени студийной работе. Вероятно, эти разногласия в 1973 году привели Джона Глэдвина к решению покинуть группу. Уинкотт и Байрд решили продолжить вдвоём, несмотря на то, что именно Глэдвину принадлежала бо́льшая часть материала группы.

«Я помню, как Терри позвонил мне и сказал: „Island хотят новый альбом“, на что я ответил что-то вроде „Прекрасно, и кто же его напишет?“. „Ты можешь“, сказал Терри. Это был большой вотум доверия, если принять во внимание, что я сочинял только инструментальные пьесы и был лишь соавтором нескольких песен на прошлых альбомах. Мне не потребовалось долго размышлять, чтобы понять, что было бы притворством с моей стороны пытаться сочинять в стиле Джона. Терри и я сошлись на том, что [новый альбом] будет по большей части акустическим, но с добавлением баса и ударных, и пригласили Адриана Хопкинса сделать оркестровки». ~ Эдди Байрд, 1995, заметки к переизданию альбома «Blondel».
Оригинальный текст (англ.)I remember Terry ringing me up and saying "Island want another album" and I said something like "Great, but who’s going to write it?". "You can" he said, which was a great vote of confidence considering I had only written instrumental tracks and co-written the odd song on previous albums. I don’t recall thinking too much about it after that, apart from realising it would be too contrived for me to write in the style that John had made very much his own. Terry and I agreed to keep it fairly acoustic, but with the addition of bass and drums, and engage the services of Adrian Hopkins to score the orchestra.

Очередной альбом, названный просто «Blondel» и прозванный поклонниками «Пурпурным альбомом» («Purple Album») за цвет обложки, увидел свет в 1973 году. На лицевой стороне пластинки было только одно слово Blondel, и также слово Blondel (а не Amazing Blondel) фигурировало на обложке следующего альбома «Mulgrave Street», что привело к распространённому мнению о том, что группа сократила название, однако другие источники утверждают, что официальное название никогда не менялось. Так или иначе, на наклейках самих пластинок название было написано полностью,.
Альбому «Blondel», несмотря на богато оркестрованную текстуру (и гостевое участие ярких музыкантов Стива Уинвуда, Пола Роджерса и др.), во многом не достаёт своеобразного «старинного» колорита предыдущих работ, который и выделял группу. «Blondel» звучит скорее как копия Fairport Convention, при этом теряя в яркости и самобытности материала. «Blondel» стал последним преимущественно «акустическим» альбомом группы вплоть до воссоединения в 1997 году в классическом составе трио, и последним альбомом, записанным для Island Records.
Последующие два альбома — «Mulgrave Street» (1974) и «Inspiration» (1975) ознаменовали разворот на 180º в творчестве группы — акустика сменилась электрическим ро́ковым звучанием, акустическая гитара появляется лишь в качестве аккомпанемента наряду с электрогитарами и синтезаторами. Музыка этого периода представляет смесь софт-рока и мелодичного прогрессива в мягком звучании, напоминая ранних Bee Gees или Barclay James Harvest, но, конечно, сильно уступая им в оригинальности. В целом альбомы представляют более разнообразный материал в сравнении с «Blondel», а среди гостевых участников отметились музыканты Free (Пол Коссофф, Саймон Кирке), Эдди Джобсон (тогда — в Roxy Music), Мел Коллинз (King Crimson, Camel и др). Однако группа на данном этапе не имела ничего общего с музыкой и звучанием собственных альбомов 1970—1972 годов.

## Дискография
| Альбом                                               | Год   | Примечания                                                                       |
| ---------------------------------------------------- | ----- | -------------------------------------------------------------------------------- |
| The Amazing Blondel                                  | 1970a | Альбом переиздавался под названием The Amazing Blondel and a Few Faces.          |
| Evensong                                             | 1970b |                                                                                  |
| Fantasia Lindum                                      | 1971  |                                                                                  |
| England                                              | 1972  |                                                                                  |
| Blondel                                              | 1973  |                                                                                  |
| Mulgrave Street                                      | 1974  |                                                                                  |
| Inspiration                                          | 1975  |                                                                                  |
| Bad Dreams                                           | 1976  |                                                                                  |
| Live in Tokyo                                        | 1977  | Концертные записи; несмотря на название, состоит из записей, сделанных в Европе. |
| A Foreign Field That Is Forever England: Live Abroad | 1996  | Концертные записи 1972—1973 гг.                                                  |
| Restoration                                          | 1997  |                                                                                  |
| The Amazing Elsie Emerald                            | 2010  |                                                                                  |